# Ahmed Zabanastadion
Het Ahmed Zabanastadion (Arabisch: ملعب أحمد زبانة) is een multifunctioneel stadion in Oran, een stad in Algerije. Het stadion wordt vooral gebruikt voor voetbalwedstrijden, de voetbalclub MC Oran maakt gebruik van dit stadion. In het stadion is plaats voor 55.000 toeschouwers.

## Opening en namen
Het stadion werd gebouw tussen 1955 en 1957 en geopend in 1958 met een wedstrijd tussen Real Madrid – Stade de Reims. Er vonden renovaties plaats in 1988, 2005, 2008. Bij de opening heette het stadion Stade Municipal Henri Fouquès-Duparc, die nam behield het stadion tot 1962. Tussen 1962 en 1965 werd het stadion vervolgens Stade Municipal genoemd. Vanaf 1965 kreeg het de naam Stade 19 Juin. In 1999 werd de naam wederom veranderd, vanaf dat moment draagt het de naam van 'Ahmed Zabana', naar een Algerijnse vrijheidsstrijder die tijdens de Algerijnse Oorlog werd geëxecuteerd.

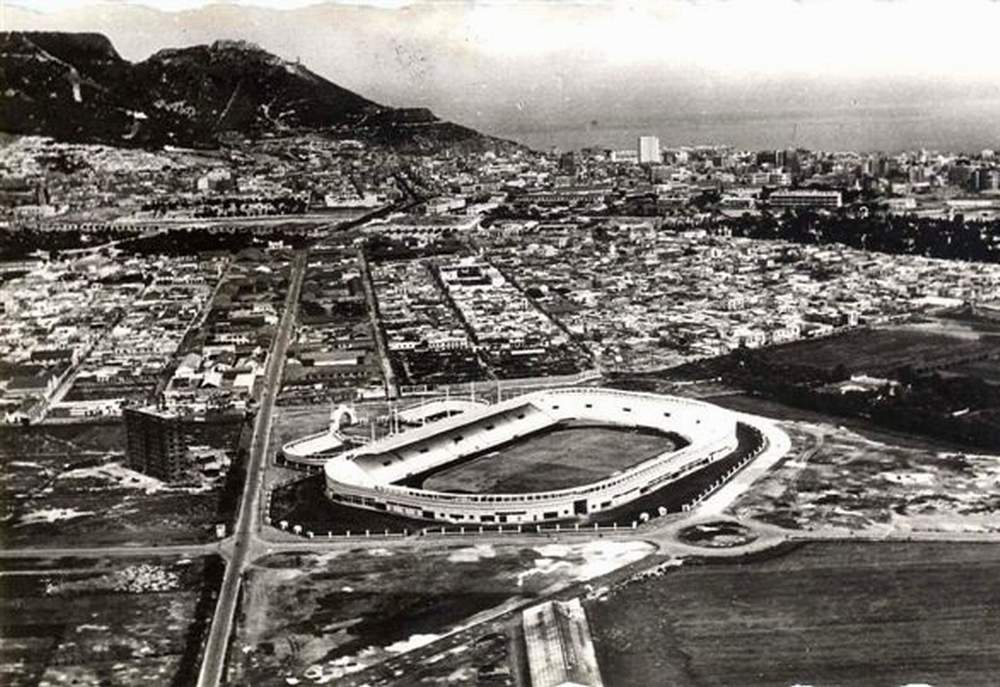
Oude afbeelding van het stadion.